# 제5공병여단 (대한민국)
제5공병여단(第五工兵旅團)은 대한민국 육군 제5군단의 공병여단이다.

## 같이 보기
- 제5군단